# Calanasan
Calanasan è una municipalità di seconda classe delle Filippine, situata nella Provincia di Apayao, nella Regione Amministrativa Cordillera.
Calanasan è formata da 18 baranggay:
- Butao
- Cadaclan
- Don Roque Ablan Sr.
- Eleazar
- Eva Puzon
- Kabugawan
- Langnao
- Lubong
- Macalino
- Naguilian
- Namaltugan
- Poblacion
- Sabangan
- Santa Elena
- Santa Filomena
- Tanglagan
- Tubang
- Tubongan